# Percy Borda Huyhua
Percy Borda Huyhua, auch Chakuq Killinchu genannt (* 1994 in Pueblo Libre, damals Distrikt Kimbiri, heute Distrikt Villa Kintiarina, Provinz La Convención, Region Cusco, Peru), ist ein peruanischer Quechua-Lehrer und Dichter, der auf Chanka-Quechua, Machiguenga und Spanisch schreibt.

## Leben
Percy Borda Huyhua wurde als Sohn von Victoria Huyhua Quispe, einer Quechua-Frau aus Chaqu (Tambo, Provinz La Mar, Region Ayacucho), und eines Machiguenga-Vaters aus dem Norden der Region Cusco in Pueblo Libre am Ostufer des Flusses Apurímac in der Provinz La Convención in der Region Cusco geboren, doch zog die Familie 2003 nach San Antonio im Distrikt Anco in der Provinz La Mar von Ayacucho. Durch seine Mutter und die Nachbarschaft im Dorf wuchs er mit Chanka-Quechua auf, doch lernte er von seinem Vater auch Machiguenga. Nach Abschluss der Sekundarschule ging er nach Lima, um dort interkulturelle zweisprachige Erziehung an der Universidad Antonio Ruiz de Montoya zu studieren. Er schrieb Gedichte und Erzählungen, die er in Zeitschriften veröffentlichte. 2016 erschien sein erster Gedichtband Nina Qallu („Feuerzunge“) (zweite Ausgabe: 2019). Mit anderen Studierenden gründete er die Gruppen Rimaypacha und Llaqtapa Harawiynin tuta und wurde Mitglied von Warmakuna RIDEI. 2018 kam sein zweiter Gedichtband heraus, Churmichay.
Mit quechuasprachigen Gefährten gründete er 2019 die Kulturzeitschrift Ñawray, die ganz auf Quechua erscheint.

## Werke

### Gedichtbände auf Quechua
- 2016: Nina qallu. Lima: Pakarina ediciones.
- 2018: Churmichay. Lima: Editorial PerMemsam (Grupo Desmesura).

### Erzählungen auf Quechua
- 2020, Nancy Castillo, Percy Borda: Supay atuq. Lima: Juan Gutemberg Editores Impresores.